# Ingjaldshögen

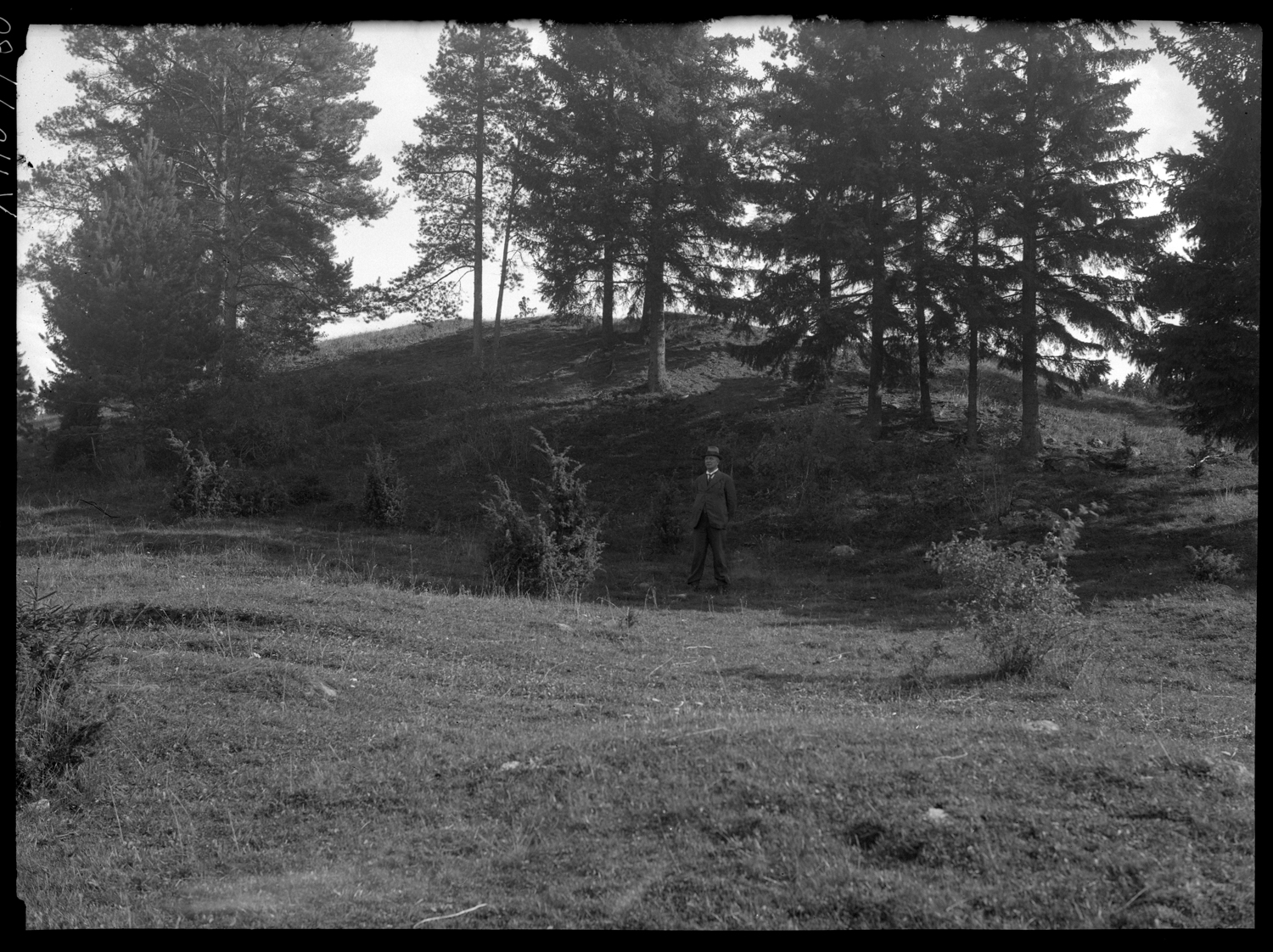
Ingjaldshögen. Foto Iwar Nilsson. Sörmlands museum

Ingjaldshögen är en kungshög med 30 meters diameter och 3-5 meters höjd.

## Omgivningar
Högen ligger på ett gravfält med utbredningen 130x70m i norväst-sydost. Gravfältet har 37 fornlämningar. Dessa utgörs av 1 hög och 30 runda stensättningar, varav några av de större är högliknande, en kvadratisk stensättning, en rektangulär stensättning, två treuddar och två resta stenar. Kungshögen Ingjaldshögen är 30 m diameter och 3-5 meter hög. Högens mittparti är urgrävt till 1,5 meters djup. De runda stensättningarna är 4-8 meter diameter och 0,3-0,6 meter höga. De är övertorvade och har i ytan stenar av storleken 0,3-0,5. Den kvadratiska stensättningen är inte storleken angiven för. Den rektangulära stensättningen är 7x5 meter i öst-väst och den är 0,3-0,4 meter hög. Den är också övertorvad med 0,4-0,7 meter stora stenar i ytan. Den har en kantkedja, 0,3-0,6 meter hög av 0,5-1,0 meter stora stenar. Hörnstenar(?) är 0,4-0,6 meter höga och intill 1,5 meter stora. DEt finns smärre gropar i några stensättningar. Treudden i gravfältets västra del har en 10 meter lång sida mott norr, mot sydöst och västsydväst, och den är 0,1-0,2 meter hög. Treudden är också övertorvad. Kantkedjan har insvängda sidor, 0,1 meter höga av 0,2-0,4 meter stora stenar. I mitten av treudden är en rest sten, 1,6 meter hög och 0,4-0,6 meter i genomskärning. Den andra treudden är till större delen förstörd av väg och storleken är ej angiven. En rest sten, 25 meter västnordväst om Ingjaldshögen är en flat sten, 2 meter lång och 1,2 meter brede. stenen är liggande, men var sannolikt ursprungligen rest. Den andra är starkt lutande och dess storleken är ej angiven. Båda invid den rektangulära anläggningen.

## Undersökning av graven
År 1919 undersöktes gravhögen av arkeologer. Fynden var ordinära,  brända ben, spelbrickor och kamfragment, alltså inga fynd som tyder på att den gravlagde var någon kunglig person. Att en kung Ingjald Illråde skulle ha gravlagts är helt osannolikt. Troligen är fornlämningarna på gravfältet från yngre järnåldern troligen under vendeltid och vikingatid. De flesta synliga gravar  är runda övertorvade stensättningar. Gravfältet kan anknytas till en forntida storgård, Husby. Det finns ett fyrtiotal Husabyar runt Mälaren troligen stormannagårdar där möjligen hövdingar i ledungen bodde.